# Pehria
Pehria is een geslacht van vlinders van de familie spinners (Lasiocampidae).

## Soorten
- P. electrophaea Tams, 1929
- P. strandi Tams, 1929
- P. umbrina (Aurivillius, 1909)